# Liste von Listen der Mitglieder des Landtags von Baden-Württemberg
Diese Liste umfasst alle Listen von Mitgliedern des Landtags von Baden-Württemberg.

## Liste
| Liste                                  | Datum     | Wahl | Landesregierung                                       |
| -------------------------------------- | --------- | ---- | ----------------------------------------------------- |
| Mitglieder der ersten Wahlperiode      | 1952–1956 | Wahl | Kabinett Maier, Kabinett Müller I, Kabinett Müller II |
| Mitglieder der zweiten Wahlperiode     | 1956–1960 | Wahl | Kabinett Müller III, Kabinett Kiesinger I             |
| Mitglieder der dritten Wahlperiode     | 1960–1964 | Wahl | Kabinett Kiesinger II                                 |
| Mitglieder der vierten Wahlperiode     | 1964–1968 | Wahl | Kabinett Kiesinger III, Kabinett Filbinger I          |
| Mitglieder der fünften Wahlperiode     | 1968–1972 | Wahl | Kabinett Filbinger II                                 |
| Mitglieder der sechsten Wahlperiode    | 1972–1976 | Wahl | Kabinett Filbinger III                                |
| Mitglieder der siebten Wahlperiode     | 1976–1980 | Wahl | Kabinett Filbinger IV, Kabinett Späth I               |
| Mitglieder der achten Wahlperiode      | 1980–1984 | Wahl | Kabinett Späth II                                     |
| Mitglieder der neunten Wahlperiode     | 1984–1988 | Wahl | Kabinett Späth III                                    |
| Mitglieder der zehnten Wahlperiode     | 1988–1992 | Wahl | Kabinett Späth IV                                     |
| Mitglieder der elften Wahlperiode      | 1992–1996 | Wahl | Kabinett Teufel I                                     |
| Mitglieder der zwölften Wahlperiode    | 1996–2001 | Wahl | Kabinett Teufel II, Kabinett Teufel III               |
| Mitglieder der dreizehnten Wahlperiode | 2001–2006 | Wahl | Kabinett Teufel IV, Kabinett Oettinger I              |
| Mitglieder der vierzehnten Wahlperiode | 2006–2011 | Wahl | Kabinett Oettinger II, Kabinett Mappus                |
| Mitglieder der fünfzehnten Wahlperiode | 2011–2016 | Wahl | Kabinett Kretschmann I                                |
| Mitglieder der sechzehnten Wahlperiode | 2016–2021 | Wahl | Kabinett Kretschmann II                               |
| Mitglieder der siebzehnten Wahlperiode | seit 2021 | Wahl | Kabinett Kretschmann III                              |